# Fosnes
Fosnes est une ancienne commune norvégienne située dans le comté de Trøndelag. Le 1er janvier 2020, elle a fusionné avec la commune de Namsos.

## Personnalité
- Johan Andreas Altmann (1834-1912), navigateur, y est né.